# Амвросианское пение
Амвросиа́нское пе́ние, амвросианский распев — региональная традиция западнохристианского богослужебного пения, развившаяся в Миланской (Медиоланской) церкви и названная по имени святого Амвросия, епископа Миланского (340—394), который способствовал введению в западноевропейскую певческую практику некоторых принятых на Востоке музыкальных форм — антифонного пения, респонсориального исполнения псалмов, гимнов. Амвросианское пение составляет основу музыкального оформления специфического амвросианского обряда. Древнейшие письменные памятники амвросианского пения сохранились в рукописях не ранее XI века, полные обиходные певческие книги — не ранее XII века.

## Краткая характеристика
Амвросианские распевы по своей литургической функции во многом аналогичны римским распевам, при этом обозначаются специфическими терминами. Специфическая амвросианская терминология для распевов мессы: Symbolum (аналог ординарного Credo), ingressa (аналогична интроиту), psalmellus (аналог градуала), post epistolam (аналог аллилуйе), cantus (аналог тракту), transitorium (аналог коммунио), антифон post Evangelium и confractorium (римских аналогов нет).
Взаимодействие слова и музыки в амвросианских распевах чрезвычайно разнообразно — от простой силлабики до изысканной мелизматики, особенно в больших респонсориях оффиция. В мелизматически выполненных распевах орнаментика превосходит соответствующие распевы других региональных традиций хорала. Например, верс «Suscipiant montes pacem» градуала мессы (psalmellus) «Benedictus Dominus» содержит мелизм, в котором один слог распевается на 159 (!) звуков.
Стилевая особенность амвросианских распевов — неоднократное повторение (возобновление) мелодических фраз, наиболее часто наблюдаемое в интроитах (ingressae), антифонах post Evangelium и коммунио (transitoria). Повторение отмечается также и в других жанрах мессы (градуал, аллилуйя, офферторий) и оффиция (большие респонсории).

## Ноты
- Paléographie musicale, vol. V—VI (1896,1900): Brit. Museum, Add. 34209. Antiphonarium Ambrosianum web (факсимиле амвросианского антифонария XII века)
- Antiphonale Missarum juxta ritum Sanctae Ecclesiae Mediolanensis, a cura di Gregorio Maria Suñol. Romae, 1935 (амвросианский градуал)
- Antiphonarii ambrosiani pars hiemalis, pars aestiva, proprium et commune sanctorum. Milano, 1898 (3 тома)
- Гимн «Aeterna Christi munera» // Музыкально-историческая хрестоматия / Иванов-Борецкий М. В.. — Изд. 2-е, дополн. и перераб. — М.: Музгиз, 1933. — Т. 1. — С. 67. — 128 с.
- Гимн «Aeterne rerum conditor» // История западноевропейской музыки до 1789 г.: Нотные примеры / Ливанова Т. Н.. — М.—Л.: Музгиз, 1940. — С. 7. — 322 с.